# 娛樂 (專輯)
《娛樂》（娯楽(バラエティ)，Goraku／Variety）是東京事變的第三張專輯，由 EMI Music Japan／Virgin Music於2007年9月26日發行。在跨業合作部分，歌曲「金魚缸」更成為電影‘魍魎之匣’的片尾曲。初回限定為「特殊紙盒包裝、特殊剪裁印刷仕樣」。
在專輯銷售成績方面，本張專輯在日本Oricon銷售榜上最高位居單週第2名，名列2007年年度銷售榜第75位。在銷售認證上，專輯《娛樂》銷售突破10萬張，在2007年9月通過日本唱片協會認定為金唱片。

## 專輯概要
《娛樂》是東京事變第三張專輯，同時也是繼2006年1月發表《大人》後，睽違一年的新專輯。本張專輯收錄了先前發行的單曲《OSCA》及《Killer Tune》的A面歌曲，但是並沒有收錄單曲中的B面歌曲。雖然，日後發行的數位下載單曲「閃光少女」也在這時完成創作，但椎名林檎認為龜田誠治創作的兩首歌曲「私生活」和「閃光少女」，一定要先聽「私生活」，才能聽「閃光少女」，這樣才會越聽越有味。所以歌曲「閃光少女」並沒有收錄於此張專輯中。
由於椎名林檎本人在上一張專輯《大人》接受訪問提到：「以後將會專心作詞和演唱，作曲將會交給其他成員。」因此，這張專輯是從各團員成千上萬的樣本唱片中，嚴選出符合所有人共鳴的十三首歌曲。其中，由吉他手浮雲作曲的一共有七首，鋼琴手伊澤一葉負責作曲的作品則有五首，而貝斯手龜田誠治則提供一首。每位團員的作曲風格及特色都大不相同，也讓整張專輯的曲風特別多樣。因此，這次的專輯標題也有多樣性
的意思。椎名林檎更表示目前音樂市場處於毫無既定規則，任何事都有可能發生的狀態，但東京事變在這個狀態下，並不會刻意與之結合，亦即混合的感覺。就像是她自己本身不擅長唱爵士樂，而東京事變也是一個沒有強調特定音樂類型的樂團，這就很符合「娛樂（Variety，多樣性）」的概念。
而日後第六張單曲《能動的三分間》發行時，椎名林檎接受專訪提到「會讓其他團員作曲的原因是為了防止樂團惡化，因為她覺得她創作的詞曲好像都是以某些特定類型為主，而其他團員就會陷入這樣的迷思中，認為這是誰的作品就得怎麼編曲，造成音樂多樣性降低，而東京事變又是一個樂團，何不多方面擴散的創作呢。」椎名林檎更表示這樣的改變就是想要做出和以往不同的作品，像上一張專輯《大人》便是一開始就決定了編曲的模式，但《娛樂》則是由大家來發想曲目的內容，跳出了原本既定的模式。而這樣的改變，讓椎名林檎可以從前奏來猜測是哪一位團員的創作曲目，對她來說也是另外一種樂趣。
另外，椎名林檎更進一步的表示認為做一張以浮雲和伊澤一葉為主，椎名林檎和龜田誠治色彩較淡的專輯，可以讓東京事變快速的進化，也強調了作曲者的世界觀。團員們倒是都很擔心市場的反應，不過再單曲有了好的評價後，讓她們鬆了一口氣。但有歌迷反應說比較喜歡團員創作的歌曲，不禁讓她自嘲：「那我乾脆就不作曲，專心排練演唱會，讓其他人去跑接下來的宣傳行程好了。」而至於浮雲和伊澤一葉皆認為這張專輯的創作曲目，比上一張專輯《大人》更符合自己的音調，他們也表示或許是那時才剛加入東京事變，對於其他團員不甚了解的緣故吧。伊澤一葉更表示「在專輯《大人》錄音時，自己罹患了腱鞘炎，導致鋼琴的部分是最後才加上去的。」但是，這一次的錄音是跟團員們一起愉快的錄完，所以才會造成《大人》相關作品的編曲看起來比較緻密，相對地《娛樂》相關作品就比較從容。
這張專輯由於主唱椎名林檎沒有參與作曲的工作，讓她感覺自己就像是個特別來賓來參與樂團演出似的。但專心作詞的她，對於浮雲和伊澤一葉兩人的作曲中大量使用男性語言來創作小有怨言，但同時這也讓作詞變得更有挑戰性了。在音樂性部分，由於編曲人不同的緣故，因此專輯混合了不同風格的作品，是一張玩咖的專輯，像是歌曲「OSCA」與「黑貓道」兩首歌都在歌曲後半段突然加速，而歌曲「某都民」和「SSAW」則是椎名林檎首次與團員合唱的曲目，典型搖滾風格也出現在「復仇」一曲，而歌曲「私生活」則是一首中慢板的情歌。相較與之前的專輯，雖然這張專輯並沒有很多出色的作品，但一口氣聽完整張專輯，還是讓人相當愉快，有一種娛樂歌迷的感覺。而椎名林檎在日後接受專訪時也提到，這張專輯終於有當時組成樂團的藍圖「用樂團的方式來表現歌詞和音色的美感」。
在專輯發售時程上，新專輯發行的消息最早於2007年9月10日在官方網站。同一日，收錄在新專輯的四首歌曲「金魚缸」、「黒猫道」、「月極姬」及「地下鐵」開始接受歌迷視聽，並提供數位下載。之後於9月26日在日本發行專輯，台灣則是在9月18日同步發售進口版與台壓版專輯。
最後，在專輯銷售成績方面，本張專輯在發行當週以10.1萬張的銷售量在日本Oricon銷售榜上位居第1名，總計在Oriocn銷售榜上榜20週，累積銷售達17.5萬張，名列2007年年度銷售榜第75位。同時，專輯銷售突破10萬張，在2007年9月通過日本唱片協會認定為金唱片。

### 對稱美學
椎名林檎也不忘發揚其在個唱時期的對稱美學，再往後東京事變的作品中也會延續對稱風格。本張專輯以第七首歌曲「復仇」為中心，依字數、平假名及片假名對稱。而專輯發行的相關作品，像是《OSCA》、《Killer Tune》、《娛樂》及《閃光少女》都是同一種風格。
| 01. | 13. |
| 02. | 12. |
| 03. | 11. |
| 04. | 10. |
| 05. | 09. |
| 06. | 08. |
| 07. |     |
|     |     |

### 獲獎紀錄
The SPACE SHOWER MUSIC VIDEO AWARDS
- BEST TECHNICAL WORKS VIDEO－《Killer Tune》

MTV Video Music Awards Japan
- Best Video of the Year－《OSCA》（提名）

### 跨業合作
- 「金魚缸」

電影『魍魎之匣』片尾曲

### 先行發售單曲
- OSCA（2007年7月11日，單曲）
(日本) Oricon單曲週銷售排行榜：#2[20]
(日本) Oricon單曲2007年銷售排行榜：#137[21]
- Killer Tune（2007年8月22日，單曲）
(日本) Oricon單曲週銷售排行榜：#5[22]
(日本) Oricon單曲2007年銷售排行榜：#155[21]

## 曲目
| 曲序     | 曲目        |          | 作曲     | 时长  |
| -------- | ----------- | -------- | -------- | ----- |
| 1.       | 匝道口      | 椎名林檎 | 浮雲     | 3:04  |
| 2.       | Mirror Ball | 浮雲     | 浮雲     | 4:26  |
| 3.       | 金魚缸      | 伊澤一葉 | 伊澤一葉 | 3:25  |
| 4.       | 私生活      | 椎名林檎 | 龜田誠治 | 3:49  |
| 5.       | OSCA        | 浮雲     | 浮雲     | 4:25  |
| 6.       | 黑貓道      | 椎名林檎 | 伊澤一葉 | 2:52  |
| 7.       | 復仇        | 椎名林檎 | 浮雲     | 4:11  |
| 8.       | 某都民      | 椎名林檎 | 浮雲     | 3:46  |
| 9.       | SSAW        | 椎名林檎 | 伊澤一葉 | 3:55  |
| 10.      | 月極姬      | 椎名林檎 | 浮雲     | 3:50  |
| 11.      | 酒與酒量差  | 椎名林檎 | 伊澤一葉 | 4:14  |
| 12.      | Killer Tune | 椎名林檎 | 伊澤一葉 | 3:43  |
| 13.      | 地下鐵      | 浮雲     | 浮雲     | 3:59  |
| 总时长： | 总时长：    | 总时长： | 总时长： | 49:45 |

### 曲目介紹
1. 匝道口（日語：ランプ）
椎名林檎表示當時她並不是以第一首歌來譜寫歌詞的，結果卻變成這張專輯的第一首曲目，而歌曲為輕快的曲風，但作曲者浮雲表示這首歌其實並不是要做成童謠，而是想要做悠閒感覺的曲目，但在副歌部分才跳躍起來，這樣的感覺很棒。
2. Mirror Ball（日語：ミラーボール）
去年東京事變《"DOMESTIC!" Just can't help it.》巡迴演唱會發表的新曲，但在《COUNTDOWN JAPAN 06/07》音樂祭演出後，就變成Funky的編曲，
作曲者浮雲表示這首歌是用動感的旋律、節奏迅速所製成的復古Funky曲風歌曲。而椎名林檎表示這種曲目與歌詞是以男性為觀點出發，如果用女性的角度來唱感覺挺奇怪的，所以她最後就保持原本的歌詞的樣子，然後自己決定用這種音色來表達歌曲。
3. 金魚缸（日語：金魚の箱）
作曲者伊澤一葉表示這首曲子，他打算讓找一些讓林檎來唱的話一定很可愛的字句組合而成的曲目。
電影『魍魎之匣』的主題曲
4. 私生活（日語：私生活）
這是首龜田誠治風格強烈的作品，以簡樸的音色來表達歌曲。椎名林檎則表示歌詞是「透明人間」的續篇，以“回顧出社會後自己的私生活”為藍圖所書寫的作品。
伊澤在專訪中提到整張專輯裡面他最喜歡這首曲目，因為十分催淚，也讚嘆林檎寫詞的功力真是一流[9]。
5. OSCA（日語：OSCA）
第四張單曲，二期事變的吉他手浮雲原本樂團PETROLZ的創作曲目，而「O.S.C.A.」也曾經被PETROLZ以演唱會錄音的方式發表，這代表著這首曲目實際上來說也可以稱作翻唱曲目。歌詞主要是在敘說不檢點的男人。
OSCA是取自於義大利的跑車O.S.C.A[23]。
6. 黒猫道（日語：黒猫道）
伊澤一葉表示這是去年夏天所創作的曲目，原本是要給自己的樂團（APPA）所演唱的曲目，但卻搭配不起來，因此就把他來拿東京事變。至於歌詞部分，林檎表示伊澤原本的歌詞非常嚴肅，所以她就將它改成第一人稱，完成了一個充滿活潑感的歌詞。
7. 復仇
浮雲表示這首曲子有種日本人不會做的搖滾感。而歌詞部分則是讓林檎苦惱很久，因為她問其他團員要寫怎樣的歌詞時，他們就說：「要像媽媽的感覺。」所以很讓她傷腦筋，但因為她自己就是「媽媽」，所以就一邊想像自己心目中的“媽媽”來寫歌詞。
8. 某都民（日語：某都民） 
幕後標題就是「三人主唱」，而作曲就是以三人主唱為前提的創作，浮雲是想要融合東京事變的三位主唱在同一首歌，所以有了這樣的創作。至於歌詞部分椎名林檎表示以前在做發育地位（收錄於《絕頂集》）時，就曾寫過這種充滿玩心的歌詞，不過要如何寫出讓三個人來唱的歌詞，真是個大挑戰。
林檎在接受專訪時表示特別喜歡某都民[9]。
9. SSAW（日語：SSAW） 
標題為是「Spring Summer Autumn Winter」的簡稱，因為林檎不想要寫成春夏秋冬。
伊澤表示這首原本不是二重唱的曲子，但他將這首歌給林檎唱一段時，林檎就說：「這首歌兩人一起唱不是很好嗎？」至於歌詞部分，林檎並不是以男女間的交流為內容為主，而是以這世界上的男女老少每年都期盼什麼的感覺來創作。
10. 月極姫（日語：月極姫） 
浮雲表示起初並不是為了東京事變所創作的曲目，但因為這首是富有女孩味的曲目，因此就麻煩林檎填詞，這也是整張專輯中少見的女孩味曲目。而合音的部份，則是作曲時就想到的想法。
11. 酒與酒量差（日語：酒と下戸）
富有巴洛克風味的曲目，而歌詞原本伊澤就已經完成好了，但是以男性為觀點的內容，所以林檎就引用伊澤的世界觀重新填詞。
12. Killer Tune（日語：キラーチューン） 
第五張單曲，這首是伊澤一葉覺得提供給東京事變、讓林檎來唱所寫的曲目，話雖如此但所有團員都把這首曲子當成自己的作品來演奏所完成的作品。而椎名林檎表示這首曲目有種開朗樂觀向上的感覺，就好像是組成樂團後，首次在練團室中演奏其他歌手作品似的，充滿著純真的喜悅感[10]。
而東京事變的團員則是在綿綿細雨中拍攝整首音樂錄影帶。林檎表示非常開心這樣的構想，一下就答應了，但是沒有想到會淋成落湯雞，全身上下都濕透了，又沒有時間能夠吹乾，不過，拍出來的效果蠻美麗的[9]。
13. 地下鐵（日語：メトロ） 
有種到了最後關頭大解放、極為舒服感覺的曲目。

## 銷售排行

### Oricon 銷售榜(日本)
《娛樂》於2007年9月26日發行。發行首週，在日本公信榜Oricon的專輯榜2007年9月第4週付的榜單中以101,475張銷售量居單週第二名。同週第一名是銷售量突破20萬大關的女歌手大塚愛的專輯《LOVE PiECE》。第二週則以銷售量2.6萬張位居第五位，同週前三名分別是女歌手YUKI的專輯《five-star》、樂團柚子的專輯《ゆずのね 1997-2007》及大塚愛的專輯《LOVE PiECE》。總計《娛樂》總共在日本公信榜Oricon的專輯榜上榜20週，累積銷售達17.5萬張。同時在2007年年銷售榜中，《娛樂》以17.5萬張銷售量居全年第75名。
| 發行日期           | 排行榜       | 最高排名 | 第一週銷售量 | 總銷售量 | 連續上榜次數 |
| ------------------ | ------------ | -------- | ------------ | -------- | ------------ |
| 2007年9月26日 娛樂 | 週銷售排行榜 | #2       | 101,475      | 175,418  | 20週         |
| 2007年9月26日 娛樂 | 月銷售排行榜 | #6       | 128,247      | 175,418  | 20週         |
| 2007年9月26日 娛樂 | 年銷售排行榜 | #75      | 175,418      | 175,418  | 20週         |

### 其他銷售榜
| 排行榜名稱                        | 最高排名 |
| --------------------------------- | -------- |
| (日本) Soundscan：CD Album Top 20 | #2       |
| (台灣) G-Music：東洋榜            | #2       |
| (台灣) 五大唱片：日韓榜           | #3       |

### 銷售認證
| 認證單位              | 銷量             |
| --------------------- | ---------------- |
| (日本) RIAJ：專輯銷售 | 金唱片 (100,000) |

## 發行歷史
| 國家 | 發行日期      | 發行形式       | 唱片公司                      | 商品編號   |
| ---- | ------------- | -------------- | ----------------------------- | ---------- |
| 日本 | 2007年9月26日 | CD             | EMI Music Japan／Virgin Music | TOCT-26350 |
| 台灣 | 2007年9月28日 | CD(進口初回盤) | EMI Music Japan／Virgin Music | TOCT-26350 |
| 台灣 | 2007年9月28日 | CD(台壓盤)     | 金牌大風                      | 50930623   |

## 宣傳行程
| 類型   | 日期       | 名稱                                                 |
| ------ | ---------- | ---------------------------------------------------- |
| 演唱會 |            | 東京事變 live tour 2007 Spa & Treatment              |
| 雜誌   | 2007/09/12 | 【DAZED&CONFUSED日本版】                             |
| 雜誌   | 2007/09/12 | 【CUTIE】                                            |
| 雜誌   | 2007/09/13 | 【Guitar Magazine】                                  |
| 雜誌   | 2007/09/14 | 【WHAT'S IN】                                        |
| 雜誌   | 2007/09/15 | 【MUSICA】                                           |
| 雜誌   | 2007/09/15 | 【Sound&Recording Magazine】                         |
| 雜誌   | 2007/09/19 | 【BARFOUT!】                                         |
| 雜誌   | 2007/09/20 | 【KAZETOROCK】表紙                                   |
| 雜誌   | 2007/09/20 | 【rockin'on JAPAN】                                  |
| 雜誌   | 2007/09/20 | 【SWITCH】                                           |
| 雜誌   | 2007/09/20 | 【Flying Postman Press】表紙                         |
| 雜誌   | 2007/09/22 | 【月刊歌謠曲】                                       |
| 雜誌   | 2007/09/24 | 【ZIPPER】                                           |
| 雜誌   | 2007/09/25 | 【Great Hunting】表紙                                |
| 雜誌   | 2007/09/28 | 【Oricon Style】                                     |
| 雜誌   | 2007/09/28 | 【Keyboard Magazine】表紙                            |
| 雜誌   | 2007/10/07 | 【InRed】                                            |
| 唱片行 | 2007/09/20 | 【TOWER RECORDS】TOWER                               |
| 唱片行 | 2007/09/20 | 【TSUTAYA】VA                                        |
| 唱片行 | 2007/09/25 | 【HMV】the music & movie master                      |
| 唱片行 | 2007/09/25 | 【Record Shinbun】MUSECLIP                           |
| 網站   | 2007/09/19 | 【AMAZON.com】特集                                   |
| 網站   | 2007/09/27 | 【YAHOO! MUSIC】特集                                 |
| 電視   | 2007/09/21 | 【朝日電視台】我們的音樂                             |
| 電視   | 2007/09/21 | 【Space Shower TV】東京事變SPECIAL                   |
| 電視   | 2007/09/28 | 【Space Shower TV】Request Countdown                 |
| 電視   | 2007/09/29 | 【VMC】東京事變 -and selection-                      |
| 廣播   | 2007/09/20 | 【TOKYO FM & JFN全國38局】ASAHI SUPER DRY MUSIC FLAG |

## 脚注